# Liste der Nummer-eins-Hits in Neuseeland (1983)
Dies ist eine Liste der Nummer-eins-Hits in Neuseeland im Jahr 1983. Sie basiert auf den offiziellen Single und Albums Top 40, die im Auftrag von Recorded Music NZ, dem neuseeländischen Vertreter der IFPI, ermittelt werden. Es gab in diesem Jahr 14 Nummer-eins-Singles und 18 Nummer-eins-Alben.

## Singles
| ← 1982 ← | Liste der Nummer-eins-Hits in Neuseeland | Liste der Nummer-eins-Hits in Neuseeland | Liste der Nummer-eins-Hits in Neuseeland | 1984 →                    |
| \| Zeitraum \| Wo. ges. \| Interpret \| Titel Autor(en) \| Zusätzliche Informationen \| \| (Zeitraum, Wochen auf Platz eins, Interpret, Titel, Autor[en], zusätzliche Informationen) \| \| \| \| \| \| ----------------------------------------------------------------------------------------- \| -------- \| -------------------- \| --------------------------- \| ------------------------- \| \| 5. Dezember 1982 – 22. Januar 1983 7 Wochen \| 7 \| Musical Youth \| Pass the Dutchie \| – \| \| 23. Januar 1983 – 5. März 1983 6 Wochen \| 6 \| Marvin Gaye \| Sexual Healing \| – \| \| 6. März 1983 – 19. März 1983 2 Wochen \| 2 \| Eddy Grant \| I Don’t Wanna Dance \| – \| \| 20. März 1983 – 23. April 1983 5 Wochen \| 5 \| Dire Straits \| Twisting by the Pool \| – \| \| 24. April 1983 – 28. Mai 1983 5 Wochen \| 5 \| David Bowie \| Let’s Dance \| – \| \| 29. Mai 1983 – 2. Juli 1983 5 Wochen \| 5 \| Michael Jackson \| Beat It \| – \| \| 3. Juli 1983 – 30. Juli 1983 4 Wochen \| 4 \| Bonnie Tyler \| Total Eclipse of the Heart \| – \| \| 31. Juli 1983 – 10. September 1983 6 Wochen \| 6 \| Irene Cara \| Flashdance … What a Feeling \| – \| \| 11. September 1983 – 1. Oktober 1983 3 Wochen \| 3 \| Dave and the Dynamos \| Life Begins at Forty \| – \| \| 2. Oktober 1983 – 8. Oktober 1983 1 Woche \| 1 \| Real Life \| Send Me an Angel \| – \| \| 9. Oktober 1983 – 22. Oktober 1983 2 Wochen \| 2 \| Taco \| Puttin’ on the Ritz \| – \| \| 23. Oktober 1983 – 29. Oktober 1983 1 Woche \| 1 \| UB40 \| Red Red Wine \| – \| \| 30. Oktober 1983 – 10. Dezember 1983 6 Wochen \| 6 \| Culture Club \| Karma Chameleon \| – \| \| 11. Dezember 1983 – 28. Januar 1984 7 Wochen \| 7 \| Billy Joel \| Uptown Girl \| – \| |                                          |                                          |                                          |                           |
| ← 1982 |                                          |                                          |                                          | → 1984 →                  |
| Zeitraum | Wo. ges.                                 | Interpret                                | Titel Autor(en)                          | Zusätzliche Informationen |
| (Zeitraum, Wochen auf Platz eins, Interpret, Titel, Autor[en], zusätzliche Informationen) |                                          |                                          |                                          |                           |
| 5. Dezember 1982 – 22. Januar 1983 7 Wochen | 7                                        | Musical Youth                            | Pass the Dutchie                         | –                         |
| 23. Januar 1983 – 5. März 1983 6 Wochen | 6                                        | Marvin Gaye                              | Sexual Healing                           | –                         |
| 6. März 1983 – 19. März 1983 2 Wochen | 2                                        | Eddy Grant                               | I Don’t Wanna Dance                      | –                         |
| 20. März 1983 – 23. April 1983 5 Wochen | 5                                        | Dire Straits                             | Twisting by the Pool                     | –                         |
| 24. April 1983 – 28. Mai 1983 5 Wochen | 5                                        | David Bowie                              | Let’s Dance                              | –                         |
| 29. Mai 1983 – 2. Juli 1983 5 Wochen | 5                                        | Michael Jackson                          | Beat It                                  | –                         |
| 3. Juli 1983 – 30. Juli 1983 4 Wochen | 4                                        | Bonnie Tyler                             | Total Eclipse of the Heart               | –                         |
| 31. Juli 1983 – 10. September 1983 6 Wochen | 6                                        | Irene Cara                               | Flashdance … What a Feeling              | –                         |
| 11. September 1983 – 1. Oktober 1983 3 Wochen | 3                                        | Dave and the Dynamos                     | Life Begins at Forty                     | –                         |
| 2. Oktober 1983 – 8. Oktober 1983 1 Woche | 1                                        | Real Life                                | Send Me an Angel                         | –                         |
| 9. Oktober 1983 – 22. Oktober 1983 2 Wochen | 2                                        | Taco                                     | Puttin’ on the Ritz                      | –                         |
| 23. Oktober 1983 – 29. Oktober 1983 1 Woche | 1                                        | UB40                                     | Red Red Wine                             | –                         |
| 30. Oktober 1983 – 10. Dezember 1983 6 Wochen | 6                                        | Culture Club                             | Karma Chameleon                          | –                         |
| 11. Dezember 1983 – 28. Januar 1984 7 Wochen | 7                                        | Billy Joel                               | Uptown Girl                              | –                         |

## Alben
| ← 1982 ← | Liste der Nummer-eins-Hits in Neuseeland | Liste der Nummer-eins-Hits in Neuseeland | Liste der Nummer-eins-Hits in Neuseeland | 1984 →                    |
| \| Zeitraum \| Wo. ges. \| Interpret \| Titel \| Zusätzliche Informationen \| \| (Zeitraum, Wochen auf Platz eins, Interpret, Titel, zusätzliche Informationen) \| \| \| \| \| \| ------------------------------------------------------------------------------ \| -------- \| ----------------- \| ------------------------------ \| ------------------------- \| \| 5. Dezember 1982 – 22. Januar 1983 7 Wochen (insgesamt 12) \| 12 \| Dire Straits \| Love over Gold \| – \| \| 23. Januar 1983 – 5. Februar 1983 2 Wochen \| 2 \| Split Enz \| Enz of an Era \| – \| \| 6. Februar 1983 – 26. Februar 1983 3 Wochen \| 3 \| Icehouse \| Primitive Man \| – \| \| 27. Februar 1983 – 12. März 1983 2 Wochen \| 2 \| Simon & Garfunkel \| The Concert in Central Park \| – \| \| 13. März 1983 – 16. April 1983 5 Wochen \| 5 \| Little River Band \| Greatest Hits \| – \| \| 17. April 1983 – 23. April 1983 1 Woche (insgesamt 12) \| 12 \| Dire Straits \| Love over Gold \| – \| \| 24. April 1983 – 30. April 1983 1 Woche \| 1 \| Pink Floyd \| The Final Cut \| – \| \| 1. Mai 1983 – 4. Juni 1983 5 Wochen (insgesamt 8) \| 8 \| David Bowie \| Let’s Dance \| – \| \| 5. Juni 1983 – 9. Juli 1983 5 Wochen (insgesamt 11) \| 11 \| Michael Jackson \| Thriller \| – \| \| 10. Juli 1983 – 16. Juli 1983 1 Woche (insgesamt 8) \| 8 \| David Bowie \| Let’s Dance \| – \| \| 17. Juli 1983 – 6. August 1983 3 Wochen \| 3 \| Bonnie Tyler \| Faster Than the Speed of Night \| – \| \| 7. August 1983 – 20. August 1983 2 Wochen (insgesamt 3) \| 3 \| The Police \| Synchronicity \| – \| \| 21. August 1983 – 27. August 1983 1 Woche \| 1 \| Tim Finn \| Escapade \| – \| \| 28. August 1983 – 3. September 1983 1 Woche (insgesamt 3) \| 3 \| The Police \| Synchronicity \| – \| \| 4. September 1983 – 24. September 1983 3 Wochen \| 3 \| Wham! \| Fantastic \| – \| \| 25. September 1983 – 1. Oktober 1983 1 Woche \| 1 \| Spandau Ballet \| True \| – \| \| 2. Oktober 1983 – 15. Oktober 1983 2 Wochen \| 2 \| Yazoo \| You and Me Both \| – \| \| 16. Oktober 1983 – 5. November 1983 3 Wochen \| 3 \| Robert Plant \| The Principle of Moments \| – \| \| 6. November 1983 – 26. November 1983 3 Wochen \| 3 \| UB40 \| Labour of Love \| – \| \| 27. November 1983 – 3. Dezember 1983 1 Woche \| 1 \| Culture Club \| Colour by Numbers \| – \| \| 4. Dezember 1983 – 17. Dezember 1983 2 Wochen (insgesamt 8) \| 8 \| David Bowie \| Let’s Dance \| – \| \| 18. Dezember 1983 – 21. Januar 1984 5 Wochen \| 5 \| Duran Duran \| Seven and the Ragged Tiger \| – \| |                                          |                                          |                                          |                           |
| ← 1982 |                                          |                                          |                                          | → 1984 →                  |
| Zeitraum | Wo. ges.                                 | Interpret                                | Titel                                    | Zusätzliche Informationen |
| (Zeitraum, Wochen auf Platz eins, Interpret, Titel, zusätzliche Informationen) |                                          |                                          |                                          |                           |
| 5. Dezember 1982 – 22. Januar 1983 7 Wochen (insgesamt 12) | 12                                       | Dire Straits                             | Love over Gold                           | –                         |
| 23. Januar 1983 – 5. Februar 1983 2 Wochen | 2                                        | Split Enz                                | Enz of an Era                            | –                         |
| 6. Februar 1983 – 26. Februar 1983 3 Wochen | 3                                        | Icehouse                                 | Primitive Man                            | –                         |
| 27. Februar 1983 – 12. März 1983 2 Wochen | 2                                        | Simon & Garfunkel                        | The Concert in Central Park              | –                         |
| 13. März 1983 – 16. April 1983 5 Wochen | 5                                        | Little River Band                        | Greatest Hits                            | –                         |
| 17. April 1983 – 23. April 1983 1 Woche (insgesamt 12) | 12                                       | Dire Straits                             | Love over Gold                           | –                         |
| 24. April 1983 – 30. April 1983 1 Woche | 1                                        | Pink Floyd                               | The Final Cut                            | –                         |
| 1. Mai 1983 – 4. Juni 1983 5 Wochen (insgesamt 8) | 8                                        | David Bowie                              | Let’s Dance                              | –                         |
| 5. Juni 1983 – 9. Juli 1983 5 Wochen (insgesamt 11) | 11                                       | Michael Jackson                          | Thriller                                 | –                         |
| 10. Juli 1983 – 16. Juli 1983 1 Woche (insgesamt 8) | 8                                        | David Bowie                              | Let’s Dance                              | –                         |
| 17. Juli 1983 – 6. August 1983 3 Wochen | 3                                        | Bonnie Tyler                             | Faster Than the Speed of Night           | –                         |
| 7. August 1983 – 20. August 1983 2 Wochen (insgesamt 3) | 3                                        | The Police                               | Synchronicity                            | –                         |
| 21. August 1983 – 27. August 1983 1 Woche | 1                                        | Tim Finn                                 | Escapade                                 | –                         |
| 28. August 1983 – 3. September 1983 1 Woche (insgesamt 3) | 3                                        | The Police                               | Synchronicity                            | –                         |
| 4. September 1983 – 24. September 1983 3 Wochen | 3                                        | Wham!                                    | Fantastic                                | –                         |
| 25. September 1983 – 1. Oktober 1983 1 Woche | 1                                        | Spandau Ballet                           | True                                     | –                         |
| 2. Oktober 1983 – 15. Oktober 1983 2 Wochen | 2                                        | Yazoo                                    | You and Me Both                          | –                         |
| 16. Oktober 1983 – 5. November 1983 3 Wochen | 3                                        | Robert Plant                             | The Principle of Moments                 | –                         |
| 6. November 1983 – 26. November 1983 3 Wochen | 3                                        | UB40                                     | Labour of Love                           | –                         |
| 27. November 1983 – 3. Dezember 1983 1 Woche | 1                                        | Culture Club                             | Colour by Numbers                        | –                         |
| 4. Dezember 1983 – 17. Dezember 1983 2 Wochen (insgesamt 8) | 8                                        | David Bowie                              | Let’s Dance                              | –                         |
| 18. Dezember 1983 – 21. Januar 1984 5 Wochen | 5                                        | Duran Duran                              | Seven and the Ragged Tiger               | –                         |